# Salvinorin A
Salvinorin A er det primære psykoaktive stof i planten Salvia divinorum. Salvinorin A er et stærkt hallucinogen.